# Општина Олтина (Констанца)
Олтина (рум. Oltina) општина је у Румунији у округу Констанца.
Oпштина се налази на надморској висини од 7 m.